# Wspólnota administracyjna Trebgast
Wspólnota administracyjna Trebgast – wspólnota administracyjna (niem. Verwaltungsgemeinschaft) w Niemczech, w kraju związkowym Bawaria, w rejencji Górna Frankonia, w regionie Oberfranken-Ost, w powiecie Kulmbach. Siedziba wspólnoty znajduje się w miejscowości Trabgast. Przewodniczącym jej jest Siegfried Küspert.
Wspólnota administracyjna zrzesza trzy gminy wiejskie (Gemeinde):
- Harsdorf, 1 022 mieszkańców, 10,18 km
- Ködnitz, 1 615 mieszkańców, 19,62 km
- Trebgast, 1 615 mieszkańców, 17,08 km